# Мансуров, Булат Богаутдинович
Булат Богаутдинович Мансуров (7 июля 1937, Чарджуй — 11 марта 2011, Москва) — советский и российский кинорежиссёр, сценарист и кинопродюсер. Заслуженный деятель искусств Туркменской ССР (1991). Народный артист Российской Федерации (2003).

## Биография
Родился в татарской семье в Туркменской ССР. Учился в педагогическом институте, служил в Советской армии (по данным Е. Марголита — во Фрунзенской консерватории).
В 1955—1959 годах — музыкальный руководитель и аккомпаниатор Чарджоусского Дома пионеров.
В 1963 году окончил режиссёрский факультет ВГИКа (мастерская С. Герасимова и Т. Макаровой). Работал на киностудиях «Туркменфильм», «Казахфильм», с 1976 года — на «Мосфильме».
Сценарист, режиссёр, преподаватель ВГИКа.
На киностудии «Туркменфильм» снял фильм «Рабыня» (премьера 17 августа 1970) по рассказу Андрея Платонова «Такыр». Художником был приглашён Ш. Акмухаммедов из творческой группы «Семёрка». Оператор — Нарлиев, Ходжакули. На IV Всесоюзном кинофестивале в Минске (1970) фильм удостоен I премии за лучшую работу художника.
С 1992 года — президент Международного общественного фонда развития киношкол имени С. М. Эйзенштейна.
Вице-президент Гильдии кинорежиссёров РФ со времени её организации. Академик Национальной академии кинематографических искусств и наук России, Российской академии кинематографических искусств («Ника»).
Последний фильм - историческая киноэпопея «Сага древних булгар» (2004—2010), которая задумывалась, как состоящая из семи фильмов, однако официально были закончены, приняты министерством культуры и получили прокатные удостоверения только шесть фильмов, седьмой фильм не был закончен из-за перебоев в финансировании. Были оцифрованы для выпуска на DVD только первые три фильма: «Сага древних булгар. Сказание Ольги Святой», «Сага древних булгар. Лествица Владимира Красное Солнышко» и «Сага древних булгар. Сага о любви дочери Чингисхана». Создание и премьеры фильмов киноэпопеи сопровождались многочисленными скандалами и судебными разбирательствами. Все фильмы, кроме двух: «Сага древних булгар. Лествица Владимира Красное Солнышко» и «Сага древних булгар. Сага о Волжской Булгарии» недоступны для просмотра, местонахождение их прокатных копий и цифровых DVD-копий неизвестно.
Булат Мансуров скончался в Москве 11 марта 2011 года в возрасте 73 лет. Похоронен на Троекуровском кладбище.

## Фильмография
| Год  |   | Название                                                                                     | Примечание                                   |
| ---- | - | -------------------------------------------------------------------------------------------- | -------------------------------------------- |
| 1963 | ф | «Состязание»                                                                                 | Режиссёр                                     |
| 1966 | ф | «Утоление жажды»                                                                             | Режиссёр                                     |
| 1968 | ф | «Рабыня»                                                                                     | Режиссёр                                     |
| 1970 | ф | «Смерти нет, ребята!»                                                                        | Режиссёр                                     |
| 1972 | ф | «Тризна»                                                                                     | Режиссёр                                     |
| 1974 | ф | «Притча о любви»                                                                             | Режиссёр                                     |
| 1977 | ф | «Сюда не залетали чайки»                                                                     | Режиссёр                                     |
| 1980 | ф | «Деревенская мозаика»                                                                        | Художественный руководитель                  |
| 1984 | ф | «Блистающий мир»                                                                             | Режиссёр                                     |
| 1984 | ф | «Возвращение покровителя песен»                                                              | Сценарист                                    |
| 1984 | ф | «Фраги — разлучённый со счастьем»                                                            | Сценарист, псевд. Е. Мансуров (Ye. Mansurov) |
| 1985 | ф | «Картина»                                                                                    | Режиссёр                                     |
| 1987 | ф | «Поражение»                                                                                  | Режиссёр                                     |
| 1989 | ф | «Бейбарс»                                                                                    | Режиссёр                                     |
| 1989 | ф | «Султан Бейбарс»                                                                             | Режиссёр, художественный руководитель        |
| 1994 | ф | «Восьмой день недели»                                                                        | Художественный руководитель                  |
|      | ф | «Сага древних булгар» («Тёплые ветры древних булгар») киноэпопея-гепталогия из семи фильмов: | (незаконченная)                              |
| 2004 | ф | «Сага древних булгар. Сказание Ольги Святой»                                                 | Режиссёр, сценарист, продюсер                |
| 2004 | ф | «Сага древних булгар. Лествица Владимира Красное Солнышко»                                   | Режиссёр, сценарист, продюсер                |
| 2004 | ф | «Сага древних булгар. Сага о любви дочери Чингисхана»                                        | Режиссёр, сценарист, продюсер                |
| 2005 | ф | «Сага древних булгар. Сага о Волжской Булгарии»                                              | Режиссёр, сценарист, продюсер                |
| 2006 | ф | «Сага древних булгар. Сага о любви Урана и Бояны»                                            | Режиссёр, сценарист, продюсер                |
|      | ф | «Сага древних булгар. Сага об Аттиле»                                                        | Режиссёр, сценарист, продюсер                |
|      | ф | «Сага древних булгар. Сага о Кубрате»                                                        | (не закончен)                                |

## Награды
- 1991 — Заслуженный деятель искусств Туркменской ССР.
- 2003 — Народный артист Российской Федерации — за большие заслуги в области искусства[5].
- 2004 — Орден «Курмет» (Казахстан) — за вклад в национальную кинематографию[6][7].

Художник Г. Я. Брусенцов выполнил «Портрет кинорежиссёра Булата Мансурова» (1968). 